# Skrollsvika
Skrollsvika est une localité du comté de Troms, en Norvège.

## Géographie
Administrativement, Skrollsvika fait partie de la kommune de Tranøy.